# 미유항
미유항(みゆはん)은 일본의 싱어송라이터이다.
소속사무소는 주식회사 하이스피드보이즈로, 선배 아티스트로는 GReeeeN 등이 소속되어 있다. 성별은 여성이다.

## 내력
가가와현 출신으로, 2015년에 상경해서 본격적으로 음악활동을 개시한다. "커뮤장애 싱어송라이터"로, 실제 체험을 바탕으로 한 가사나 투명성 있는 가성은 SNS를 통해 젊은층의 공감을 불렀다. T셔츠 등의 굿즈의 프로듀스나 일러스트 제작도 다루어, 친가의 고양이를 모티브로 한 캐릭터 「케세라즈」(けせらーず)를 만들어냈다.  2017년 1월부터 방송된 TV 애니메이션 《케모노 프렌즈》에서는 엔딩 테마의 작사・작곡・가창도 담당함과 동시에 애묘가라고도 불리며, 모래고양이 役의 성우로 출연했다. 2017년 2월 22일에는 같은 방송의 엔딩 테마인 「나의 프렌드」(ぼくのフレンド)를 포함한 6곡 수록의 미니 앨범 《자기 스키마》(自己スキーマ)로 JVC 켄우드 빅터 엔터테인먼트에서 메이저 데뷔했다. 발매 당일의 다운로드수 순위는 「나의 프렌드」는 일본 Amazon 디지털 뮤직 스토어 및 일본 iTunes Store에서 1위. 《자기 스키마》는 Amazon에서 1位, iTunes Store에서 2위를 기록했다.
데뷔 직전에는 TERU (GLAY)에게서 「미유항의 노래를 듣고 CHARA 이래의 충격을 받았다」며 라디오에서 소개되었다.

## 인물

#### 학생 시절
초등학생 무렵에는 담임 선생님께 "20년 정도 교사 생활을 해왔지만 이렇게 말하지 않는 아이는 처음"이라고 들을 정도로 말이 없다.
초등학생, 대학생 시절에 따돌림당한 경험으로 커뮤장애가 된다.
대학 시절에는 "사람의 기분을 알 수 있도록 되고 싶다"는 생각 때문에 심리학을 전공해 카운셀러를 노린다.

#### 음악
친아버지가 기타 장인이며, 사다 마사시의 열렬한 팬이다.
아버지에게서 받은 영향으로, 독학으로 기타를 연주할 수 있게 된다.
커뮤장애의 개선을 위해, 대화 이외의 표현방법으로 노래를 좋아하게 된다.
오오츠카 아이나 YUI의 커버를 하고 있는 사이에, "싱어송라이터"를 동경해, 스스로 작곡을 하게 된다.
가사는 실제 체험, 혹은 친구에게서 들은 이야기가 많다.
본인은 back number의 팬.

#### SNS
실생활에서의 커뮤니케이션을 어려워하기 때문에, 대화하는 연습을 위해 Twitter를 시작한다.
당초 Twitter 이외의 SNS를 하지 않았던 이유로는 인터뷰에서, 「저평가 버튼이 있잖아요? 그것이 조금 무서워서……. 그래도 Twitter에는 "좋아요"밖에 없어요. 투고는, 모두가 즐거워해준다면 저 자신도 기쁘겠네요.」라고 표현하고 있다.

## 케세라즈
케세라즈(けせらーず)는 미유항이 친가의 고양이를 모티브로 한 캐릭터이다.
아이돌 그룹이지만, 흔히 말하는 아이돌이 아닌 영어의
"idle". "게으른"이라는 의미를 가지고 있다.
"케세라즈"의 이름의 유래는 스페인어 "케세라세라"에서 왔다. "될 대로 되라"라는 의미를 가진다.

#### 멤버

###### 마우항(まうはん)
흰 몸에, 얼굴이 八자로 검은 무늬가 있는 고양이
이미지 컬러: 빨강
성격: 마이페이스, 소심하지만 같은 편이 있으면 강세(強勢)
좋아하는 것: 가다랑어, 실타래, 밥 주는 녀석
싫어하는 것: 시끄러운 녀석, 커다란 녀석
MEMO: 후쿠 사에몬은 멋지다고 생각하고 있으며, 하지만 자신의 힘으로는 이길 수 없다

###### 메루땅(メルたん)
흰 몸에 보라색 갈기를 가진 고양이
이미지 컬러: 보라
성격: 차분히 하고 있지만 자주 발광한다
좋아하는 것: 뼈, 기온이 딱 좋은 곳
싫어하는 것: 귓구멍에 입김을 불어넣는 녀석
MEMO: 아무도 없게 되면 운다, 죽음을 말하는 일이 있다

###### 후쿠 사에몬(福左衛門)
노란 몸에 호랑이 무늬의 고양이
이미지 컬러: 노랑
성격: 크레이지, 먹보
좋아하는 것: 입 속에 들어가는 것 전부
싫어하는 것: 식사를 방해하는 녀석
MEMO: 팔의 모양의 개수는 그 때의 정신상태에 따라 변화하며, 병을 앓고 있으면 늘어난다.

###### 치코(チーコ)
흰 몸으로, 다섯 마리 중 가장 작은 고양이
이미지 컬러: 그린
성격: 심장이 뛰고 있으면 다른 건 상관 없다는 타입
좋아하는 것: 작은 상자, 돈
싫어하는 것: 승산 없는 싸움
MEMO: 어쨌든 작다는 이유로 핥아지는 게 부끄러움

###### 왈슨(ワルソン)
검은고양이
이미지 컬러: 파랑
성격: 멍청이
좋아하는 것: 개 사료
싫어하는 것: 딱히 없음
MEMO: 기본적으로 활발해지는 일은 없으며, 그러므로 이름 값을 하고 있다고 불린다

## 음반 목록
- 미니 앨범

|     | 발매일          | 타이틀      | 규격품번                                                                   | 오리콘 최고 순위 | iTunes 최고 순위 |
| --- | --------------- | ----------- | -------------------------------------------------------------------------- | ---------------- | ---------------- |
| 1st | 2017년 2월 22일 | 자기 스키마 | VICL-64752(통상판) VIZL-1126(초회한정판) NZS-736(1,000세트 완전한정특장판) | 30위             | 2위              |

## 출연

### TV 애니메이션
2017년
- 케모노 프렌즈 (모래고양이)